# Thorkild Madsen
Thorkild Guldbrandsen Madsen (født 7. oktober 1915, død 1995) var en dansk cykelleder og guldsmed. I 1981 var han konstitueret formand for Danmarks Cykle Union.

## Thorkild Madsen Fonden
I forbindelse med Thorkild Madsens 70 års fødselsdag i 1985, stiftede mange af hans kollegaer blandt cykellederne i Danmark en fond i hans navn for at hædre ham. Herfra kan der søges legater som belønning og opmuntring til den danske cykelungdom. I 2025, 40 år efter fonden blev stiftet, bliver det sidste gang at der uddeles legater fra fonden. 

### Modtagere
- 2024: Anna Margrethe Hansen og Ida Fialla
- 2023: ikke uddelt
- 2022: Sara Aaboe Kallestrup
- 2021: Gustav Wang
- 2020: Tobias Lund Andresen
- 2019: Malene Kejlstrup Sørensen og Benjamin Hertz
- 2018: ABC’s Juniorteam
- 2017: Mathias Krogager Jørgensen
- 2016: Jakob Joensen
- 2015: Julius Johansen
- 2014: Anthon Charmig
- 2013: Amalie Dideriksen
- 2012: Cecilie Uttrup Ludwig og Mathias Møller Nielsen
- 2011: Mads Würtz Schmidt
- 2010: Lasse Norman Leth
- 2009: Rasmus Quaade
- 2008: Maria Grandt Petersen og Sebastian Lander
- 2007: Rasmus Guldhammer
- 2006: Daniel Kreutzfeldt
- 2005: Trine Schmidt og Kasper Thustrup
- 2004: Mie Bekker Lacota og André Steensen
- 2003: Jakob Fuglsang
- 2002: Martin Mortensen
- 2001: Alex Rasmussen
- 2000: Mette Fischer Andreasen
- 1999: Glenn Bak
- 1998: Anders Kristensen og Michael Berling
- 1997: Lisbeth Simper og Jens-Erik Madsen
- 1996: Jakob Nielsen og Gøran Jensen
- 1995: Thue Houlberg Hansen
- 1994: Jette Drachmann og Tonni Andreasen
- 1993: Helene Søgaard
- 1992: Jesper Agergaard, Michael Rasmussen og Michael Grønbech
- 1991: Martin Riis
- 1990: Frank Høj
- 1989: Maiken Jørgensen
- 1988: Hanne Malmberg og Jan Bo Petersen
- 1987: Samsø Cykle Klub
- 1986: Ronny Lerche Nielsen